# Браун, Пирс
Пирс Эллиотт Браун (англ. Pierce Elliott Brown; род. 28 января 1988, Денвер, Колорадо) — американский писатель

-фантаст и сценарист. Известен как автор трилогии «Алое восстание».

## Биография
Родился 28 января 1988 года в Денвере (штат Колорадо). Детство провёл, переезжая из штата в штат по Колорадо, Северной Каролине, Аризоне, Айове, Техасу, Вашингтону и Калифорнии. На официальном сайте писателя сказано, что он строил форты и устраивал ловушки для кузенов по лесам шести штатов и пустыням ещё двух.
В 2010 году закончил Пеппердинский университет по специальностям экономика и политология.
До того, как профессионально заняться писательской карьерой, работал исполнительным помощником на выборах в Конгресс США, стажёром в NBC (англ. NBC page) и ABC Studios, внештатным интернет-продюсером.
На 2014 год жил в Сиэтле и Лос-Анджелесе.

## Творчество

### Трилогия «Алое восстание»
«Алое восстание» стало, по словам писателя, его седьмым написанным и первым опубликованным романом. Вышедшая в 2014 году книга в Списке бестселлеров по версии The New York Times заняла 20 место. Вторая книга — «Золотой сын» (2015 год) — в том же рейтинге заняла уже шестую строчку, а третья — «Утренняя звезда» (2016 год) — первую.
В эстетическом плане, по словам писателя, на роман «Алое восстание» повлияли его впечатления от немецкого города Гейдельберга, в котором он учился, а сам роман был написан за два месяца «творческого и стратегического вакуума в комнате над гаражом родителей».
Пирс Браун планирует написать новую трилогию «Железное Золото» (англ. Iron Gold) в развитие событий трилогии «Алое восстание».
В настоящее время на студии Universal Pictures находится в производстве фильм по роману «Алое восстание». Режиссёром фильма стал Марк Форстер.

## Переводы на русской язык
- Пирс Браун. Алое восстание / пер. Алексей Круглов. — СПб.: Азбука, Азбука-Аттикус, 2015. — 384 с. — 3000 экз. — ISBN 978-5-389-08268-7.
- Пирс Браун. Золотой Сын / пер. Наталия Пресс. — СПб.: Азбука, Азбука-Аттикус, 2016. — 480 с. — 3000 экз. — ISBN 978-5-389-08460-5.
- Пирс Браун. Утренняя звезда / пер. Наталия Пресс. — СПб.: Азбука, Азбука-Аттикус, 2017. — 576 с. — 2000 экз. — ISBN 978-5-389-11441-8.